# Bułgaria na Zimowych Igrzyskach Olimpijskich 2006
Bułgarię na Zimowych Igrzyskach Olimpijskich 2006 reprezentowało 21 sportowców. Chorążym ekipy podczas ceremonii otwarcia była Ekaterina Dafowska.

## Medale

### Srebro
- Ewgenija Radanowa - short track (500 m) z czasem 44,374 s

## Sportowcy według dyscyplin

### Narciarstwo alpejskie
Mężczyźni
- Michaił Sediankow (31. w kombinacji, slalom)
- Stefan Georgiew (nie ukończył kombinacji, slalom)
- Dejan Todorow (slalom)

Kobiety
- Marija Kirkowa (slalom)

### Biathlon
Mężczyźni
- Witalij Rudenczyk (21. w sprincie, 62. w biegu indywidualnym)

Kobiety
- Ekaterina Dafowska (33. w sprincie, 12. w biegu indywidualnym)
- Irina Nikułczina (36. w sprincie, 29. w biegu indywidualnym)
- Pawlina Filipowa (46. w sprincie, 44. w biegu indywidualnym)
- Radka Popowa (58. w sprincie, 55. w biegu indywidualnym)

Sztafeta kobiet 4 × 6 km
- Ekaterina Dafowska
- Pawlina Filipowa
- Nina Klenowska
- Irina Nikułczina
- Radka Popowa

### Biegi narciarskie
Mężczyźni
- Iwan Barjakow
  - 68. na 15 km stylem klasycznym
  - bieg pościgowy na 30 km (nie ukończył)
  - sprint

### Łyżwiarstwo figurowe
Soliści
- Iwan Dinew (17.)

Pary taneczne
- Ałbena Denkowa i Maksim Stawiski (5.)

Pary sportowe
- Rumiana Spasowa i Stanimir Todorow (19.)

### Saneczkarstwo
Mężczyźni
- Petyr Iliew (jedynki, 31.)

### Short track
Kobiety
- Ewgenija Radanowa ( srebrny medal na 500 m, 1000 m, 6. na 1500 m)

### Skoki narciarskie
- Petyr Fyrtunow
- Georgi Żarkow

### Snowboarding
Kobiety
- Aleksandra Żekowa (25. w slalomie równoległym, 22. w snowcross)